# Emilián z Rennes
Svatý Emilián z Rennes byl poustevníkem u města Rennes ve Francii. Více informací o něm není známo.
Jeho svátek se slaví 11. října.